# Heinrich Strobel
Heinrich Strobel (* 31. Mai 1898 in Regensburg; † 18. August 1970 in Baden-Baden) war ein deutscher Musikwissenschaftler.

## Leben
Heinrich Strobel, der Sohn eines Großkaufmanns, besuchte in Regensburg das Gymnasium, nahm am Ersten Weltkrieg teil und arbeitete ab 1918 am Stadttheater Regensburg als Korrepetitor. Danach studierte er an der  Universität München Musikwissenschaft bei Adolf Sandberger und Theodor Kroyer. 1921 wurde er Musikkritiker der Thüringischen Allgemeinen in Erfurt. 1922 wurde er mit seiner Dissertationsschrift über Johann Wilhelm Häßler zum Dr. phil promoviert.

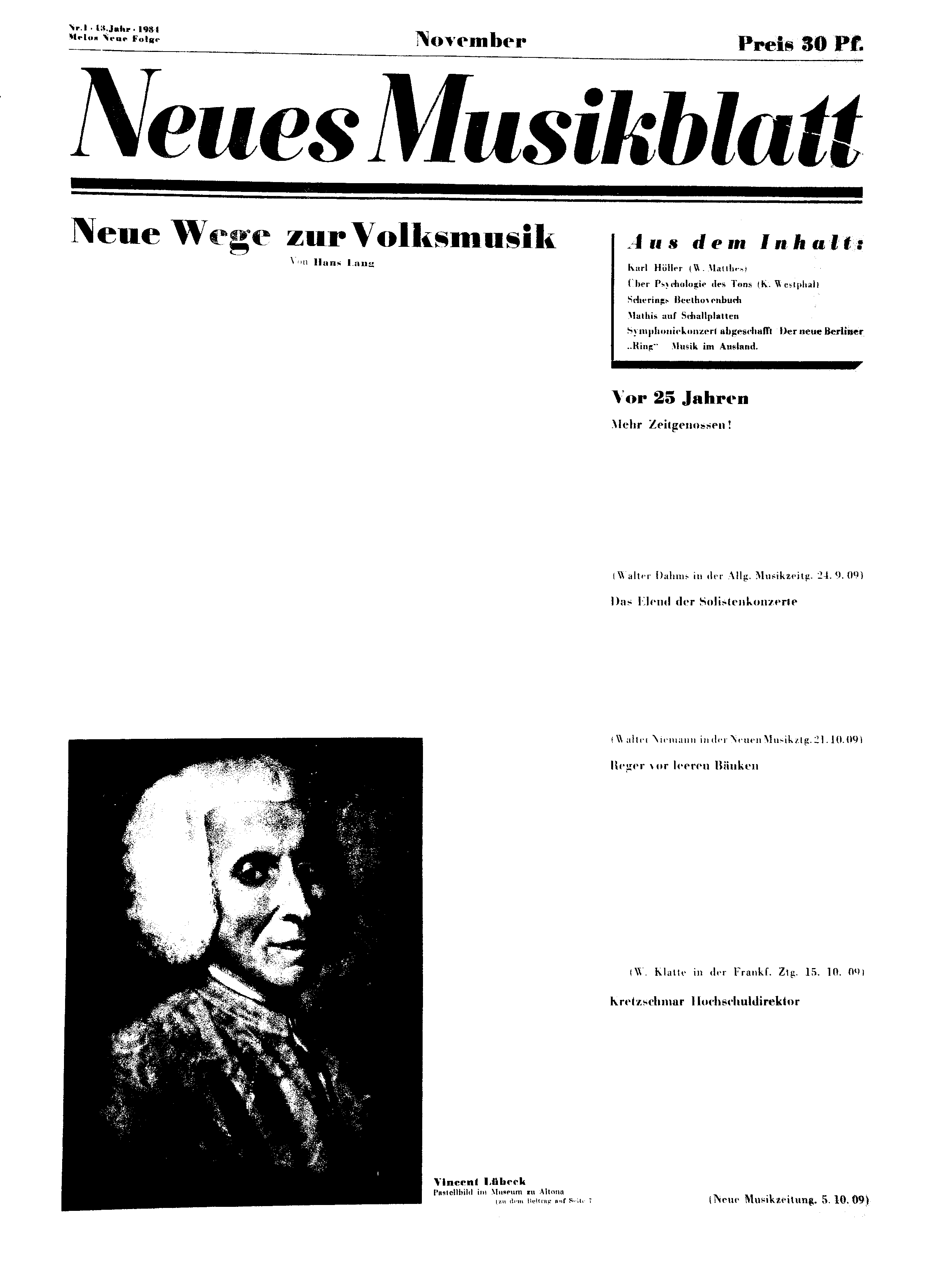

1927–1932 betätigte er sich als Musikkritiker beim Berliner Börsen-Courier. 1933 und 1934 war er Schriftleiter (Munzinger spricht hier schon von Herausgeber) der Zeitschrift für neue Musik Melos und der Nachfolgezeitschrift Neues Musikblatt. 1934–1938 arbeitete er für das Berliner Tageblatt, wobei er unter dem Pseudonym Karl Frahm auch Kochrezepte verfasste und ein Kochbuch schrieb. 1935 wurde er von der NS-Kulturgemeinde als „Musikbolschewist“ diffamiert. Da Strobel in zweiter Ehe mit einer nach den rassistischen Nürnberger Gesetzen als „Jüdin“ bezeichneten Frau (Hilde Levy) verheiratet war, erhielt er vom NS-Regime eine Sondererlaubnis zum Publizieren. Seit dem 1. Februar 1939 arbeitete er für die Deutsche Allgemeine Zeitung, seit April 1939 als Auslandskorrespondent in Paris, auch während der Zeit der deutschen Besetzung. 1940 veröffentlichte er im Zürcher Atlantis Verlag eine Biographie über Claude Debussy. Unter Pseudonym schrieb er auch im Feuilleton von Goebbels Zeitung Das Reich. Strobel, der zunächst u.k. gestellt war, wurde nach der Invasion der alliierten Truppen in Nordfrankreich im Sommer 1944 zum Landsturm eingezogen und geriet bei der Befreiung von Paris in Kriegsgefangenschaft.
Nach dem Zweiten Weltkrieg (Dezember 1945) wurde Strobel an den neu gegründeten Südwestfunk in Baden-Baden geholt, wo er Leiter der Musikabteilung wurde. Von 1956 bis 1969 war er Präsident der Internationalen Gesellschaft für Neue Musik.

## Wirken
Strobel förderte die Neue Musik schon zu Beginn seiner Arbeit als Musikkritiker.  So nahm er Partei für die Werke von Paul Hindemith, Igor Strawinsky, Kurt Weill und Ernst Krenek.  Seine Biographie Hindemiths erschien 1928 im Schott Verlag. Als Leiter der Musikabteilung des Südwestfunks holte er die Dirigenten Hans Rosbaud und Ernest Bour, unter deren Leitung das Sinfonieorchester des SWF ein führendes Ensemble in Sachen Neuer Musik wurde. Er förderte zahlreiche junge Talente, z. B. die Komponisten Pierre Boulez und Krzysztof Penderecki. Ab 1947 war er Herausgeber von Melos. Die Wiederbelebung der Donaueschinger Musiktage in den frühen 1950er Jahren ist wesentlich seiner Initiative zu verdanken. Dort wurden in der Regel auch die zahlreichen Kompositionsaufträge uraufgeführt, die der SWF auf seine Veranlassung vergab. Aufträge erhielten u. a. Hans Werner Henze, Wolfgang Fortner, Bernd Alois Zimmermann, Luigi Nono, Werner Egk und viele weitere Vertreter der Neuen Musik.
Für drei Opern von Rolf Liebermann schrieb er die Libretti: Leonore 40/45 (1952), Penelope (1954), Die Schule der Frauen (1955).
Nach ihm benannt sind die Heinrich-Strobel-Stiftung und das Experimentalstudio der Heinrich-Strobel-Stiftung des Südwestrundfunks.

## Auszeichnungen
- 1952: Arnold Schönberg-Medaille
- 1957: Kreuz der Französischen Ehrenlegion
- 1961: Dr. phil. h. c. der Universität Basel